# Parlamento de la República Checa
El Parlamento de la República Checa (en checo: Parlament České republiky) es el órgano legislativo supremo de este país. Tiene naturaleza bicameral, y está compuesto por una Cámara de Diputados (Poslanecká sněmovna; Cámara de Representantes del Parlamento de la República Checa) -cámara baja- y un Senado (Senát; Senado del Parlamento de la República Checa) -cámara alta-.
Además del poder legislativo, el Parlamento ejerce las funciones habituales de su clase, tales como la aprobación de tratados internacionales, el control al gobierno, la revisión constitucional, etc. Asimismo corresponde al Parlamento (en realidad ambas cámaras reunidas conjuntamente) elegir al presidente de la República.